# Malheur National Forest

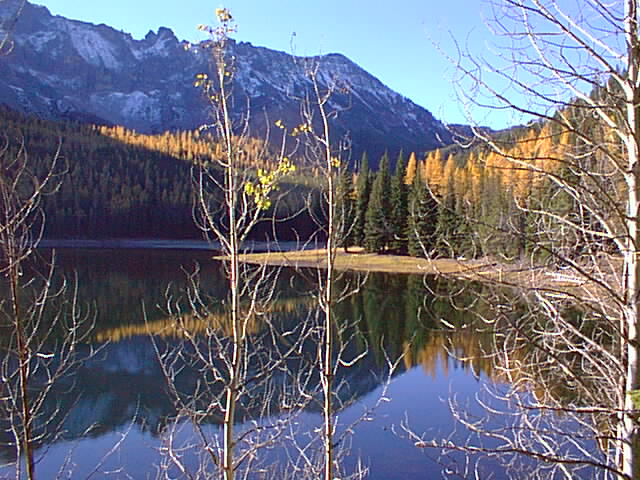
Strawberry Lake in der Strawberry Mountain Wilderness

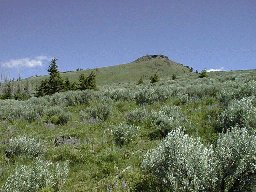
Monument Rock Wilderness

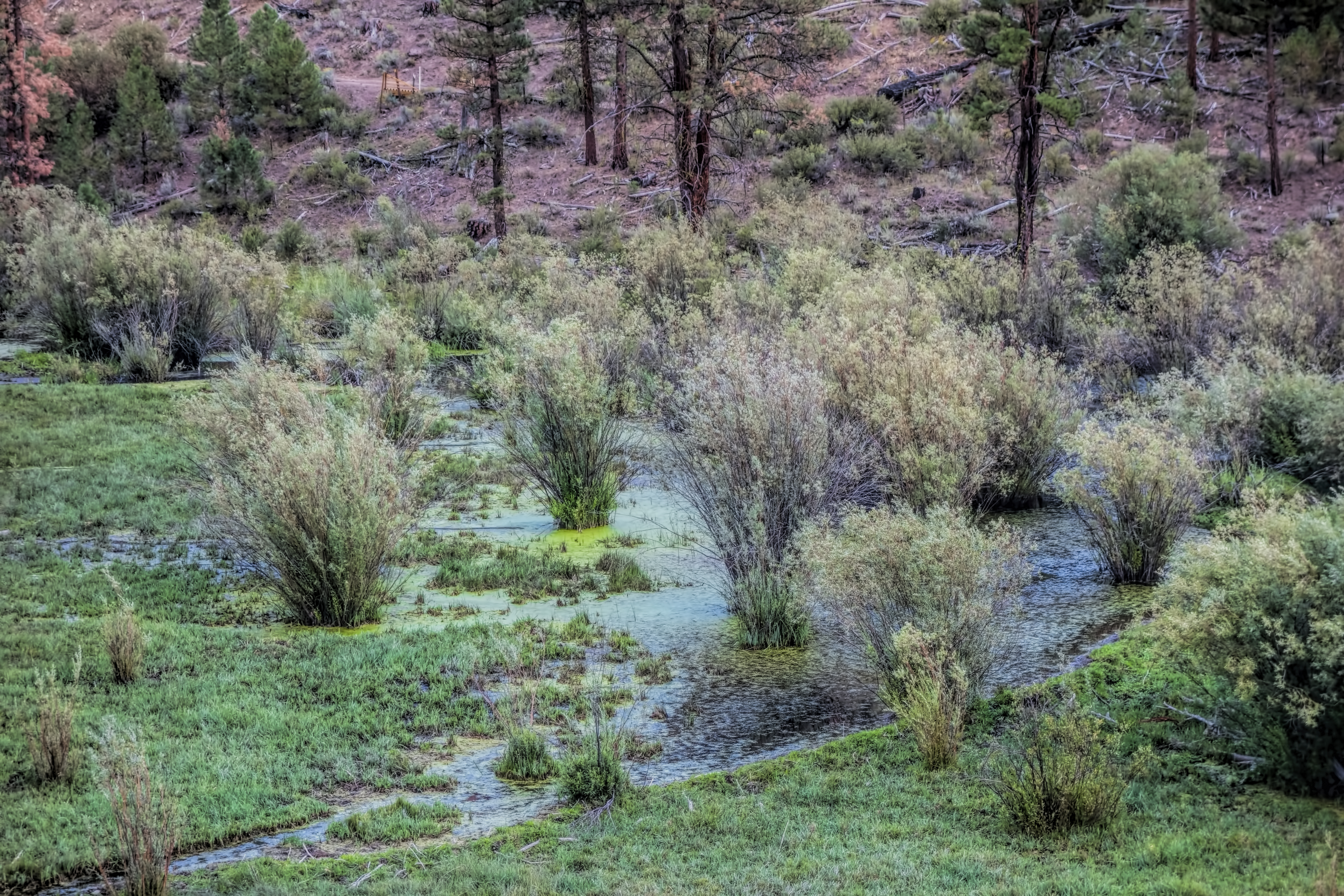
Sumpfgebiet im Malheur National Forest

Der am 13. Juni 1908 eröffnete Malheur National Forest ist ein Nationalforst im Osten des US-Bundesstaats Oregon im Gebirge Blue Mountains. Das circa 6900 km² große Gebiet umfasst neben Wäldern auch Wüsten, Seen und Grünland. Es beginnt auf etwa 1200 Metern Höhe über dem Meer und reicht bis zur 2754 m hohen Spitze des Strawberry Mountains. Namensgeber ist der Fluss Malheur River.
Der Nationalforst wird vom United States Forest Service, einer Abteilung des US-amerikanischen Landwirtschaftsministeriums, betrieben. 1964 wurden das Gebiet um den Strawberry Mountain als Strawberry Mountain Wilderness und 1984 eine Region im Osten des Gebietes um den Bullrun Rock als Monument Rock Wilderness ausgewiesen. Beide Wilderness Areas sind von menschlichen Eingriffen unbeeinflusst. Ferner liegen die beiden Schutzgebiete Vinegar Hill-Indian Rock Scenic Area und Malheur National Wildlife Refuge im Gebiet.

## Weltgrößter Hallimasch
Im Jahr 2000 wurde in dem Wald aufgrund eines zunächst rätselhaften Baumsterbens ein riesiges Myzel eines Hallimasch-Pilzes (Armillaria ostoyae, Dunkler Hallimasch) entdeckt. Es erstreckt sich über eine Fläche von rund neun Quadratkilometern und ist damit das flächengrößte bekannte Lebewesen sowie der größte und schwerste Pilz der Welt. Sein Alter wird auf 2.400 Jahre und seine Masse auf etwa 600 Tonnen geschätzt.

## Wildnis
Es gibt zwei Wildnisgebiete im Malheur National Forest.
- Strawberry Mountain Wilderness (278 km²)
- Monument Rock Wilderness (79 km²), teilweise innerhalb des Wallowa–Whitman National Forest gelegen